# Lagardiolle
Lagardiolle ist eine französische Gemeinde mit 232 Einwohnern (Stand 1. Januar 2022) im Département Tarn in der Region Okzitanien. Sie gehört zum Arrondissement Castres und zum Kanton La Montagne noire (bis 2015 Kanton Dourgne). 
Sie grenzt im Nordwesten an Blan, im Norden an Lempaut, im Nordosten an Saint-Avit, im Osten an Dourgne, im Südosten an Saint-Amancet, im Süden an Cahuzac und im Westen an Belleserre.

## Bevölkerungsentwicklung
| Jahr      | 1962 | 1968 | 1975 | 1982 | 1990 | 1999 | 2008 | 2015 |
| --------- | ---- | ---- | ---- | ---- | ---- | ---- | ---- | ---- |
| Einwohner | 244  | 210  | 187  | 200  | 228  | 233  | 226  | 244  |